# Brampton (Cumbria)
Brampton è un paese di 4.001 abitanti della contea del Cumbria, in Inghilterra.